# قلقله (مریوان)
قلقله (مریوان)، روستایی از توابع بخش خاوومیرآباد شهرستان مریوان در استان کردستان ایران است. این روستا از شمال با روستای تاره تولو اقلیم کردستان عراق از جنوب با اراضی ساوجی و خاو از شرق با روستای ساوجی و از غرب با روستای کهریزه همسایه است. در کتاب فرهنگ جغرافیایی ایران جلد ۵ نوشته حاجعلی رزم آرا که در سال ۱۳۳۱ هجری شمسی به چاپ رسیده بحثی به میان آمده که قلقله ده کوچکیست از دهستان مرکزی بخش مریوان شهرستان سنندج ۲۶ کیلومتری شمال باختری دژ شاهپور سکنه ۴۰ نفر. پیشینه این روستا به سال‌های پایانی دهه ۱۳۲۰ هجری شمسی بر می‌گردد این روستا به دست حاج علی نامی که از اهالی روستای خلوزه در همان نزدیکی بوده در زمین‌های کشاورزی روستای خلوزه در کنار چشمه ای که به کردی به آن کانی قلقله می‌گفتند آباد می‌گردد و هم‌اکنون این روستا جانشین روستای مخروبه خلوزه است که روستای خلوزه در سال ۱۳۲۳ شمسی ویران شده‌است این روستا به همراه چند روستای اطرافش در سال‌های ۱۳۳۰ تا اواسط ده چهل توسط کاک عبدل دانش ساوجی (عه‌بدولی که‌ره‌م) که مردی با نفوذ در مریوان و منطقه بوده به نیابت از مالکان اردلان در شهر سنندج اداره می‌شد.

## جمعیت
این روستا در دهستان خاوومیرآباد قرار دارد و براساس سرشماری مرکز آمار ایران در سال ۱۳۸۵، جمعیت آن ۶۴۱ نفر (۱۴۲خانوار) بوده‌است.